# Consolat General de Corea del Sud a Barcelona
El Consolat General de la República de Corea a Barcelona (en coreà: 주 바르셀로나 대한민국 총영사관) és la missió diplomàtica de Corea del Sud a la ciutat de Barcelona. La relació entre Corea del Sud i la zona de Barcelona s'intensificà fins culminar-se amb l'establiment del Consolat General el 21 de desembre de 1988. El consolat general és supervisat per l'ambaixada coreana a Madrid. La seva jurisdicció abasta la part dels Països Catalans ubicada dins l'estat espanyol (les Illes Balears, Catalunya, el País Valencià).

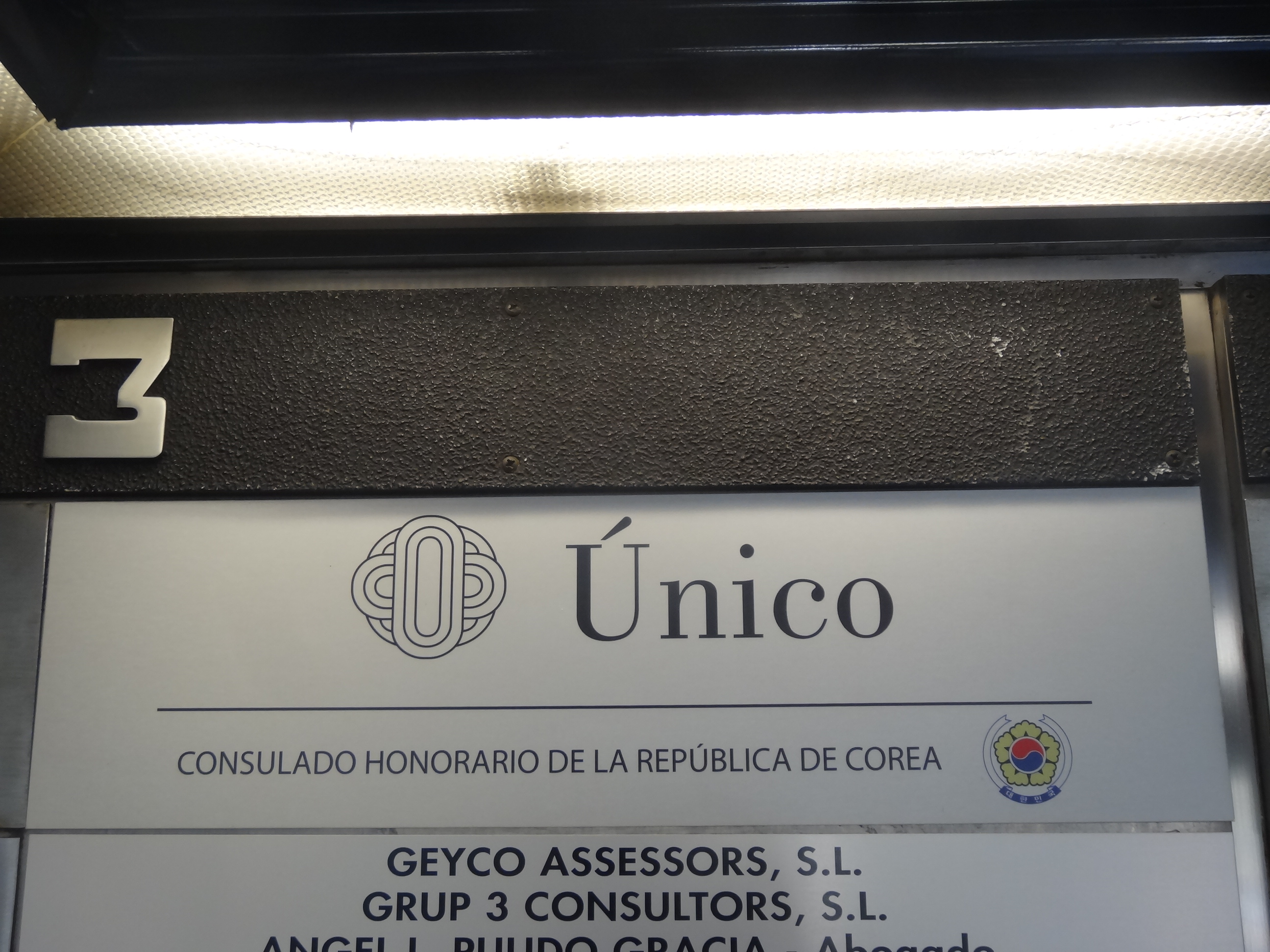
Abans del trasllat de 2018, el consolat es trobava a la Torre Urquinaona, concretament al número 6 de la planta 13 a la plaça d'Urquinaona.

D'ençà del novembre de 2018, el cònsol general és Taewan Huh. Durant el seu càrrec, ha mostrat interès a promoure inversions sud-coreanes a Barcelona i el Camp de Tarragona. D'ençà del 25 de gener de 2019, es troba al número 103 del Passeig de Gràcia, al districte de l'Eixample. El motiu d'aquest trasllat fou per augmentar la seva capacitat d'atenció i agilitzar els tràmits consulars.